# Sitio de Pirna
El sitio de Pirna, también conocido como toma de Pirna, es un episodio de la invasión por los ejércitos prusianos del Electorado de Sajonia en 1756 durante la Guerra de los Siete Años.
Después de la ocupación de la capital del Electorado de Sajonia, Dresde, por el ejército de Federico el Grande el 9 de septiembre, el ejército sajón huyó en dirección sur y se reunió cerca de la fortaleza de Pirna bajo las órdenes de Friedrich August Rutowski. Los sajones esperaban el refuerzo de un ejército austriaco, ubicado en el otro lado de la frontera en Bohemia, con Mariscal Browne al mando.
Después de la Batalla de Lobositz, los austriacos se retiraron y trataron de llegar a Pirna por una ruta diferente, pero no lograron unirse a los defensores de la fortaleza. A pesar del intento de los sajones de cruzar el Elba, su situación se volvió desesperada. El 14 de octubre, Rutowski firmó el acta de capitulación con Federico el Grande.
En total se rinden 18 000 hombres que se incorporan a continuación a las fuerzas de las tropas prusianas lo que provocó protestas, incluso en las propias filas prusianas. Un gran número de soldados incorporados forzosamente desertaron y reunieron a los austriacos para tratar de liberar a su país: el regimiento entero cambió de bando durante la batalla de Praga.